# Табет, Тандо
Тандо Тебет (англ. Thando Thabethe; род. 18 июня 1990) — южноафриканская радиоведущая, актриса, телеведущая и первый африканский посол бренда Nivea. Играла роль Нолвази Бузо в мыльной опере, Generations:The Legacy. Была диск-жокеем на радиостанции 5fm,, начав эту деятельность на UJFM, а затем перешла на YFM в 2011 году. Исполнила главную роль Тандо Нкоси в ситкоме My Perfect Family, в котором снималась три сезона. Позже в 2013 году она ушла на радиостанцию 5FM, где вела телепередачу The Roger Goode Show, а позже на 5FM стала вести собственное шоу The Thando Thabooty Show. Другие работы на радио включали в себя club 808, Intersexions, Ngempela, Kowethu, 1s and 2s и Single Guys.
В 2016 году участвовала в телепередаче «lip Sync Battle», где исполняла песни Эми Уайнхаус.
В то же время она снялась в своём первом художественном фильме Mrs Right Guy, вместе с Динео Мокетси, Тапело Мокоеной и Лехасой Молой.